# Rock the boat (Waldo Holmes)
Rock the boat is een lied geschreven door Waldo Holmes. De bekendste versie in de Verenigde Staten is die van The Hues Corporation. In Europa verkocht ook de versie van Forrest Thomas goed. Andere versies is een reggaeversie van Inner Circle. Het werd een icoon van de jaren zeventig en is in die hoedanigheid te horen in diverse films die daarop teruggrijpen.

## The Hues Corporation
Rock the boat is een single van The Hues Corporation. Het is afkomstig van hun album Freedom from the stallion. De single was al enige tijd verkrijgbaar voordat het een hit werd. Men vermoedde eerst dat het een flop werd. Echter toen New Yorkse discotheken het plaatje begonnen te draaien, sloop het via de Amerikaanse Billboard discohitlijst door naar de Billboard Hot 100. Het haalde op 6 juli 1974 de eerste plaats aldaar.
De leadzanger op dit nummer Fleming Williams verliet de band na dit succes, terwijl hiervoor in eerste instantie de zangeres H. Ann Kelly naar voren werd geschoven (aldus The Billboard Book of number one hits van Fred Bronson). Een vrouwelijke leadzang werd echter als negatief beoordeeld voor de verkoop. Het andere lid (The Hues Corporation was een trio) St. Clair Lee zei dat je met het liedje alle kanten op kon, liefdesliedje, disco en soul was allemaal mogelijk.

### Hitnotering
Rock the boat stond achttien weken in de Billboard Hot 100 genoteerd met één week op nummer 1. In de UK Singles Chart stond het tien weken genoteerd met een zesde plaats als hoogste.

#### Nederlandse Top 40
Ze werd eerst verkozen tot Alarmschijf.
| Positie: | 23 | 15 | 10 | 6 | 6 | 7 | 8 | 8 | 12 | 16 | 16 | 23 | 32 | 40 | uit |

#### NederlandseDaverende 30
The Rubettes met Sugar baby love, Paper Lace met The night Chicago died en Resonance met O.K. Chicago hielden het weg van de eerste plaats.
| Positie: | 21 | 12 | 10 | 6 | 4 | 5 | 8 | 8 | 13 | 17 | 23 | uit |

#### BelgischeBRT Top 30
Hier zaten Dalida met Gigi l'amoroso, Mud met Rocket en George McCrae met Rock your baby de The Hues Corporation dwars.
| Positie: | 25 | 6 | 11 | 5 | 4 | 7 | 16 | 8 | 8 | 16 | 23 | uit |

#### VlaamseUltratop 30
| Positie: | 22 | 17 | 7 | 7 | 7 | 7 | 7 | 6 | 9 | 8 | 15 | 23 | uit |

#### NPO Radio 2 Top 2000
| Nummer met noteringen in de NPO Radio 2 Top 2000 | '99  | '00  | '01  | '02  |
| ------------------------------------------------ | ---- | ---- | ---- | ---- |
| Rock the boat                                    | 1850 | 1976 | 1968 | 1969 |

1. ↑  Een vetgedrukt getal geeft de hoogste notering aan.
2. ↑  Deze tabel is bijgewerkt tot en met de laatste editie (2024).

## Forrest Thomas
De Nederlands/Amerikaanse zanger Forrest Thomas maakte Rock the boat tot zijn debuutsingle. Deze versie verkocht zowel in Nederland als België goed, maar ook in Engeland.

### Hitnotering
In de UK Singles Chart stond Forrest tien weken; de hoogste plaats was plaats 4.

#### Nederlandse Top 40
Forrest werd gestuit door Billy Joel met Goodnight Saigon, Time Bandits met I'm specialized in you en Renée & Renato met Save Your Love. Het was eerst verkozen tot Alarmschijf.
| Positie: | 17 | 12 | 9 | 4 | 4 | 8 | 17 | 36 | uit |

#### NederlandseMega Top 50
| Positie: | 38 | 18 | 8 | 11 | 7 | 7 | 16 | 30 | 33 | uit |

#### BelgischeBRT Top 30
| Positie: | 19 | 6 | 6 | 5 | 3 | 10 | 20 | 30 | uit |

#### VlaamseUltratop 50
Forrest werd gestuit door Renée & Renato met Save Your Love en Billy Joel met Goodnight Saigon.
| Positie: | 33 | 27 | 1 | 7 | 7 | 7 | 5 | 3 | 10 | 16 | 38 | uit |